# Parti de convergence démocratique (Sao Tomé-et-Principe)
Pour les articles homonymes, voir Parti de convergence démocratique et PCD.
Le Parti de convergence démocratique (PCD), anciennement Parti de convergence démocratique – Groupe de réflexion (en portugais : Partido de Convergencia Democratica – Grupa de Reflexão, PCD-GR), est un parti politique santoméen, fondé le 4 novembre 1990. Il est à l'origine une scission du Mouvement pour la libération de Sao Tomé-et-Principe – Parti social-démocrate.

## Histoire
Le Groupe de réflexion est fondé en 1990, principalement par des dissidents du Mouvement pour la libération de Sao Tomé-et-Principe – Parti social-démocrate (MSLTP-PSD). À son premier congrès, le parti est renommé Parti de convergence démocratique – Groupe de réflexion et ses membres élisent Daniel Daio secrétaire général et Leonel Mário d'Alva président du parti. Le PCD-GR remporte les premières élections législatives multipartites, en janvier 1991, et obtient trente-trois sièges à l'Assemblée nationale sur cinquante-cinq. Daniel Daio est par conséquent nommé Premier ministre santoméen. En 1992, plusieurs membres qui soutiennent le président de la République en place Miguel Trovoada quittent le PCD-GR et fondent l'Action démocratique indépendante (ADI). La même année, Norberto Costa Alegre, membre du PCD-GR, succède à Daniel Daio au poste de Premier ministre. Après les  élections législatives de 1994, le pouvoir du parti diminue et il est maintenu dans des coalitions avec d'autres partis, dont la première est avec le MLSTP-PSD.
Pour les élections législatives du 3 mars 2002, le parti met en place fin février une liste commune avec le MDFM-PL et remporte 39,4 % des voix et 23 des 55 sièges à l'Assemblée nationale. La même alliance a remporté lors de l'élections législatives du 26 mars 2006 36,79 % des voix et le même nombre de sièges. Le parti a également soutenu le président sortant Fradique de Menezes (MDFM-PL) lors de l'élection présidentielle de 2006 : il a été réélu dès le premier tour avec 60,58 % des voix.
Le PCD a été victime d'une crave crise en 2012, mobilisant quelques-uns de ses membres.
Leonel Mário d'Alva est le chef du Parti de convergence démocratique – Groupe de réflexion à sa création. Il est par la suite remplacé par Alda Bandeira, puis par José Luiz Xavier Mendes. Ses secrétaires généraux sont Arzemiro de Jesus et Ribeiro da Costa dos Prazeres.
À l'occasion des élections législatives de 2018, le PCD forme une coalition avec l'Union MDFM-UDD, parti né de la fusion du Mouvement pour les forces de changement démocratique - Parti libéral (MDFM-PL) et l'Union des démocrates pour la citoyenneté et le développement (UDD). Cette coalition électorale s'allie après le scrutin au Mouvement pour la libération de Sao Tomé-et-Principe – Parti social-démocrate (MLSTP-PSD), principal parti d'opposition, et obtient la majorité à l'Assemblée nationale. Le PCD obtient trois élus, l'Union MDFM-UDD deux. Delfim Neves, le président du PCD, est élu président du parlement santoméen en novembre de la même année avec 28 voix sur 55.
Après quatre ans de présidence par Arlindo Carvalho, Danilson Cotú, le président du groupe parlementaire de la coalition PCD-MDFM-UDD et ancien secrétaire nationale de la section jeunesse du parti, est élu président du PCD au huitième congrès, fin septembre 2020. Sont élus avec lui les vice-présidents Elves Reis et Eula Carvalho.
En 2022, le PCD soutient le mouvement Basta, fondé en vue des élections législatives et municipales par Delfim Neves, avec plusieurs dissidents de l'Action démocratique indépendante (ADI). Emmené par Salvador Ramos, le Mouvement Basta arrive troisième des élections législatives après l'ADI et le MLSTP-PSD, avec 8,8 % des suffrages exprimés, mais n'obtient seulement que deux élus, Delfim Neves et l'ancien cadre de l'ADI Lévy Nazaré. Aux municipales, le parti obtient trois élus à Lobata.

## Résultats électoraux

### Élections présidentielles
| Année | Candidat      | 1er tour | 1er tour | 1er tour |
| Année | Candidat      | Voix     | %        | Rang     |
| ----- | ------------- | -------- | -------- | -------- |
| 1996  | Alda Bandeira | 5 970    | 16,10    | 3e       |
| 2011  | Delfim Neves  | 8 652    | 14,36    | 3e       |
| 2021  | Delfim Neves  | 13 691   | 16,88    | 3e       |

### Élections législatives
| Année | Résultats | Résultats | Sièges  | Rang | Gouvernement                        |
| Année | Voix      | %         | Sièges  | Rang | Gouvernement                        |
| ----- | --------- | --------- | ------- | ---- | ----------------------------------- |
| 1991  | 21 535    | 54,40     | 33 / 55 | 1er  | Majorité gouvernementale            |
| 1994  | 6 235     | 24,59     | 14 / 55 | 3e   | Opposition                          |
| 1998  | 4 667     | 16        | 8 / 55  | 3e   | Opposition                          |
| 2002a | 15 542    | 39,27     | 23 / 55 | 2e   | Opposition                          |
| 2006a | 19 640    | 37,70     | 23 / 55 | 1er  | Majorité gouvernementale Opposition |
| 2010  | 9 540     | 13,91     | 7 / 55  | 3e   | Opposition                          |
| 2014  | 7 342     | 10,95     | 5 / 55  | 3e   | Opposition                          |
| 2018b | 7 451     | 9,50      | 5 / 55  | 3e   | Majorité gouvernementale            |
| 2022c | 6 874     | 8,80      | 2 / 55  | 3e   | Opposition                          |

a Coalition avec le Mouvement pour les forces de changement démocratique – Parti libéral.

b Coalition avec l'Union MDFM-UDD (2 élus).

c Au sein du Mouvement Basta.

### Élections municipales
| Année | Résultats | Résultats | Sièges  | Rang |
| Année | Voix      | %         | Sièges  | Rang |
| ----- | --------- | --------- | ------- | ---- |
| 1992  |           |           | 15 / 59 | 2e   |
| 2006a |           |           | 43 / 54 | 1er  |
| 2014  |           |           | 3 / 54  |      |
| 2018b | 9 626     | 13,58     | 4 / 63  | 4e   |
| 2022c |           |           | 3 / 68  | 4e   |

a Coalition avec le Mouvement pour les forces de changement démocratique – Parti libéral.

b Coalition avec l'Union MDFM-UDD.

c  Au sein du Mouvement Basta.

## Logotypes

Ancien logo du parti.
Autre version du logo actuel.